# Edificio República (César Pelli)
El Edificio República es un edificio de oficinas que se encuentra cercano al conjunto Catalinas Norte, en el barrio de San Nicolás, ciudad de Buenos Aires, Argentina. Muchos lo recuerdan como Edificio Telefónica, ya que durante algunos años tuvo el logo corporativo de esa empresa en su remate, desplazado con un dispositivo mecánico por un riel a lo largo de todo el frente. Se lo considera uno de los primeros edificios inteligentes del país.
Fue proyectado por el estudio del tucumano César Pelli (radicado en Estados Unidos), asociado al de Mario Roberto Álvarez, como sede del Banco República, de Raúl Moneta. El edificio fue propiedad de República Compañía de Inversiones (luego ICA Inversiones S.A.) hasta que esta entró en quiebra, el República fue subastado por u$ 56.000.000 al Fideicomiso República y finalmente adquirido por el grupo IRSA S.A., que concretó la transacción en mayo de 2008.
Telefónica de Argentina ocupó 11 pisos en el edificio hasta fines de 2002, cuando se trasladó a la actual Torre SK, en el barrio de San Telmo. Otro importante inquilino fue la Ford Argentina, que dejó el edificio durante la crisis económica de 2001.

## Descripción

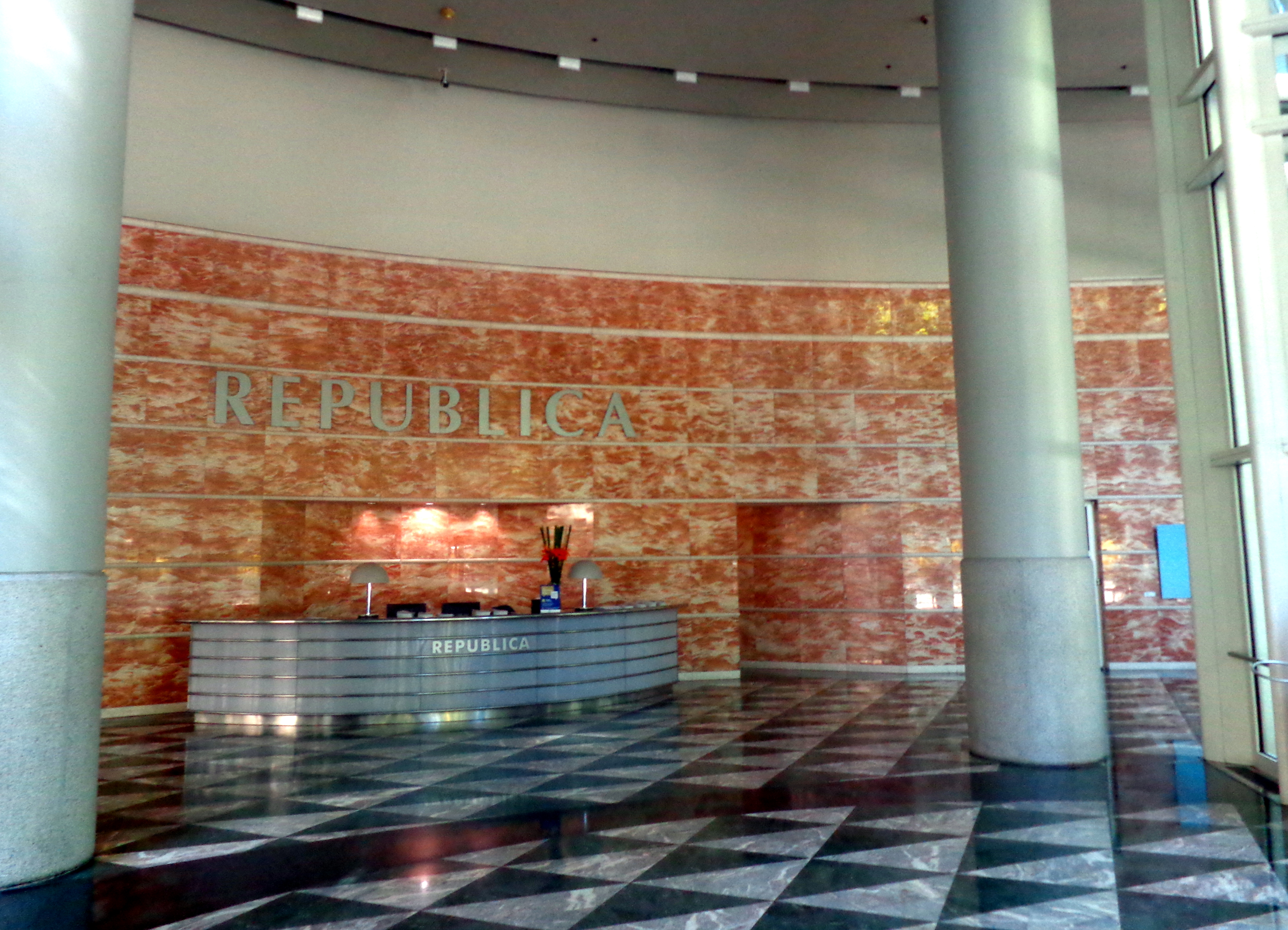
Vestíbulo.

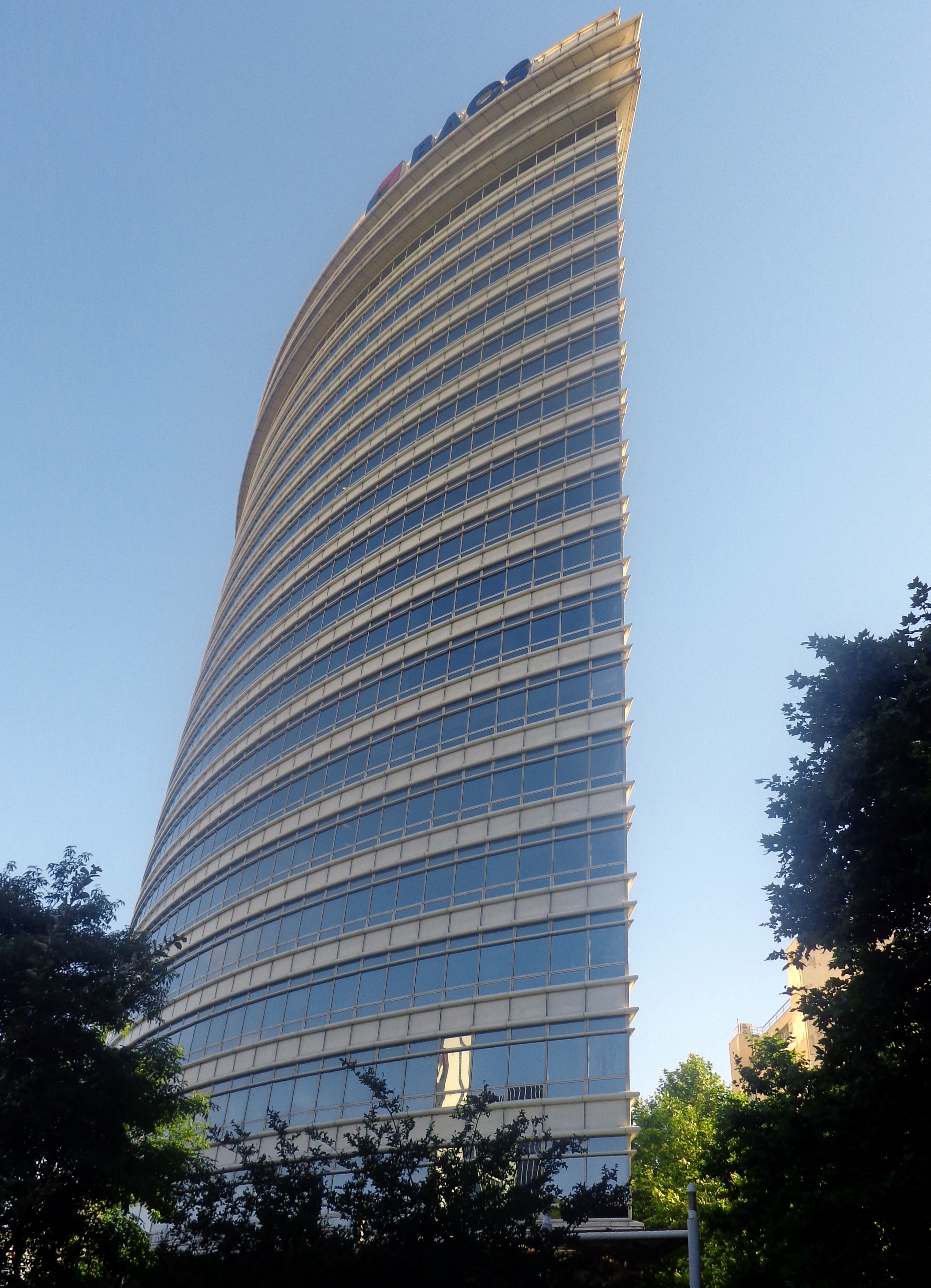
Vista de norte a sur.

El edificio se destaca por su gran frente convexo sobre la Avenida Eduardo Madero, mirando hacia el este y el Río de la Plata. Está emplazado en una manzana angosta y triangular, ya que es la unión de la avenida Madero con la calle Bouchard. Toda la fachada está realizada con paneles de aluminio blanco y de vidrios de distintos tipos, con barras metálicas realzando el perfil curvo del frente a Madero.
La entrada principal está en la esquina de Tucumán y Bouchard, frente a la Plaza Roma, sobre un volumen cilíndrico de 5 pisos de altura, y el cuerpo principal del edificio lo rodea, tomando una forma cóncava en ese punto.
El edificio cuenta con tres subsuelos de estacionamientos, una planta baja y una sala de conferencias, un entrepiso y 20 pisos destinados a oficinas. En el piso 21 se ubicó una terraza con helipuerto, y en el 22 la sala de máquinas. En total, son 35.369 m² de superficie cubierta.
Hay una plaza pública en la esquina triangular de la calle Tucumán diseñada por el estudio paisajista Balmori Associates, elevada del nivel de la vereda y con una forma que recuerda a la cubierta de un barco, debido a la cercanía del antiguo Puerto Madero.
En la parte del hall que da a la plaza actualmente funciona una sucursal de @LePainQuotidien

## Empresas por piso
Las empresas por piso son:
- Piso 20: Salas de reunión del banco BACS.
- piso 19: BACS - Banco de Crédito y Securitización para empresas.
- piso 18: BASF
- piso 17: BASF
- piso 16: Grupo Cepas SA
- piso 15: Aconcagua Energia
- piso 14: Deutsche Bank / Puente
- piso 13: Cushman & Wakefield / Banco BC S.A.
- piso 12: Agencia Argentina de Inversiones y Comercios Internacional
- piso 11: Banco Hipotecario Seguros
- piso 10:
- piso 9:
- piso 8: Castro Cranwell & Weiss
- piso 7: Facebook Argentina / Registro Único de Audiencias de Gestión de Intereses
- piso 6:
- piso 5:
- piso 4: The Walt Disney Company Argentina S.A.
- piso 3: Estudio Beccar Varela
- piso 2: Estudio Beccar Varela
- piso 1: ENAP Argentina
- planta Baja: Le Pain Quotidien